# 亚历山大·弗拉基米罗维奇·伊万诺夫
亚历山大·弗拉基米罗维奇·伊万诺夫（羅馬化：Aleksander Vladimirovich Ivanov；1956年5月1日—）是一位出生于苏联的美国国际象棋特级大师大师。他出生于鄂木斯克（今俄罗斯），1988年移居美国。1991年国际棋联授予他特级大师称号。他与妻子埃丝特·爱泼斯坦一同居住在马萨诸塞州，他的妻子同样是国际象棋大师。
伊万诺夫曾两次代表苏联队参加世界U26团体锦标赛，1978年获得团体银牌，1980年获得个人金牌和团体金牌。随后，他代表美国队参加了2002年国际象棋奥林匹克比赛。在2021年初的USCF锦标赛中，尽管伊万诺夫迟到并错过了第一轮，但他仍以优异成绩与特级大师卡迪尔·侯赛因诺夫并列第三。